# 普利亚内洛
普利亚内洛（義大利語：Puglianello），是意大利贝内文托省的一个市镇。总面积8平方公里，人口1406人，人口密度175.8人/平方公里（2009年）。ISTAT代码为062055。